# جامعة دنقلا

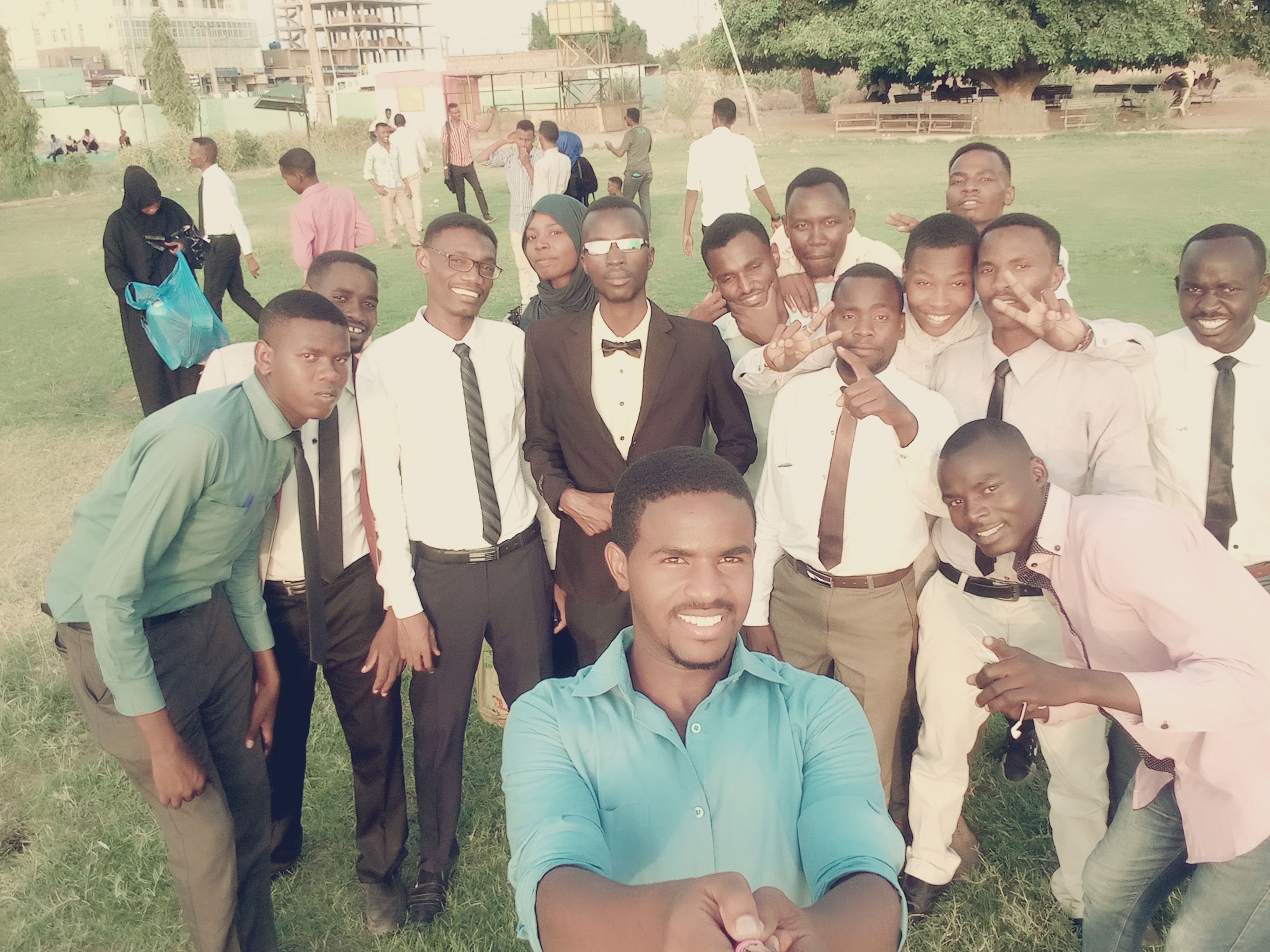
صورة جماعية لطلاب علوم الحاسوب جامعة دنقلا الدفعه الثالثة

نشأت جامعة دنقلا في العام1993-1994م بالكليات الثلاثة القائمة آنذاك والتي أصبحت داخل الولاية الشمالية الجديدة وهي كلية العلوم الزراعية بدنقلا وكليتى الآثار والآداب والتراث بكريمة والتي أسست في العام 1990، وبعد ذلك سميت بكلية الآداب والدراسات الإنسانية وأدخلت لها بعض التخصصات منها اللغة العربية والإنكليزية والتاريخ والجغرافيا والمكتبات والمعلومات والدراسات الإسلامية وقسم الاجتماع وخرجت حتى الآن حوالي 20 دفعة من البكالوريوس كما تمنح درجات عليا كالماجستير والدكتوراة وبها الآن حوالي 40 عضو هيئة تدريس في درجات مختلفة من  بروفسير وحتي المحاضر ويقوم أعضاء هيئة التدريس بمساهمات علمية في داخل وخارج السودان خاصة المشاركات في المؤتمرات الخارجية ولها اصدارة نصف سنوية (مجلة الدراسات الإنسانية) وتحي العديد من الكتابات. وكلية علوم الأرض.وكلية التربية بمروي وكلية التعدين بوادي حلفا.
وقد كانت هذه الكليات في مباني مؤقتة عبارة عن مدارس واستراحات وان كان قد تم التصديق لكل كلية بمساحات واسعة من الأرض في تلك المواقع كمقر دائم لها ومن أهم تلك المساحات ما تم تخصيصها لكلية العلوم الزراعية تلك المساحة الشاسعة التي تبلغ مساحتها قرابة الإلف فدان في موقع متميز على شاطئ النيل بالسليم على الضفة الشرقية لمدينة دنقلا ومن بعد قيام الجامعة أعيد تخطيطها لتكون المدينة الجامعية واستيعاب كليات ومراكز علمية وبحثية أخرى بجانب كلية العلوم الزراعية المصدق لها أصلا كل هذه المساحة.
الآن جامعة دنقلا تضم أيضا كلية الطب والعلوم الصحية . وقد قامت مباني الكلية بمباني الجامعة الحالية بحي الدرجة الثانية بالمدينة.
وكذالك تضم كلية علوم الحاسوب  والتنمية البشرية التي تمنج بكلاريوس  الشرف  في  علوم الحاسوب  وتقانة المعلومات والتخصصات ذات الصلة 
وكذالك تضم جامعة دنقلا كلية الهندسة التي  تقع في  محلية الدبة  
وتضم كلية علوم التمريض  في  داخل  مدينة دنقلا 
وكذالك تضم كلية الاداب  في  محلية مروي  
وكلية الاثار  والسياحة التي  تقع في  مدينة كرمة التاريخية 
ولديها كلية الدراسات العليا التي  تمنح درجة الماجستير  والدكتوراه وفوق  الدكتوراة 
وعدد من مراكز البحث  والتطوير  